# Maria Sibylla Merian-Gesamtschule Bochum
Die Maria-Sibylla-Merian-Gesamtschule (Eigenschreibweise: Maria Sibylla Merian-Gesamtschule) ist eine Gesamtschule im Stadtbezirk Wattenscheid von Bochum. Sie gehört zu den NRW-Sportschulen und den Eliteschulen des Sports. Namenspatronin ist die Naturforscherin Maria Sibylla Merian. Von vielen wird die Schule in Kurzform als „MSM“ oder „MSM-Gesamtschule“ bezeichnet. Die Schule ist in Trägerschaft der Stadt Bochum.

## Einzugsbereich
Die Schule wird derzeit von ca. 1300 Schülerinnen und Schülern besucht. Das Einzugsgebiet erstreckt sich dabei hauptsächlich über den Stadtbezirk Wattenscheid, jedoch wird die Schule auch von vielen Schülerinnen und Schülern aus den angrenzenden Bochumer Stadtteilen Linden, Weitmar und Dahlhausen besucht. Zudem besucht eine beträchtliche Anzahl von Schülerinnen und Schülern aus dem angrenzenden Gelsenkirchen die Schule.

## Gebäude und Ausstattung

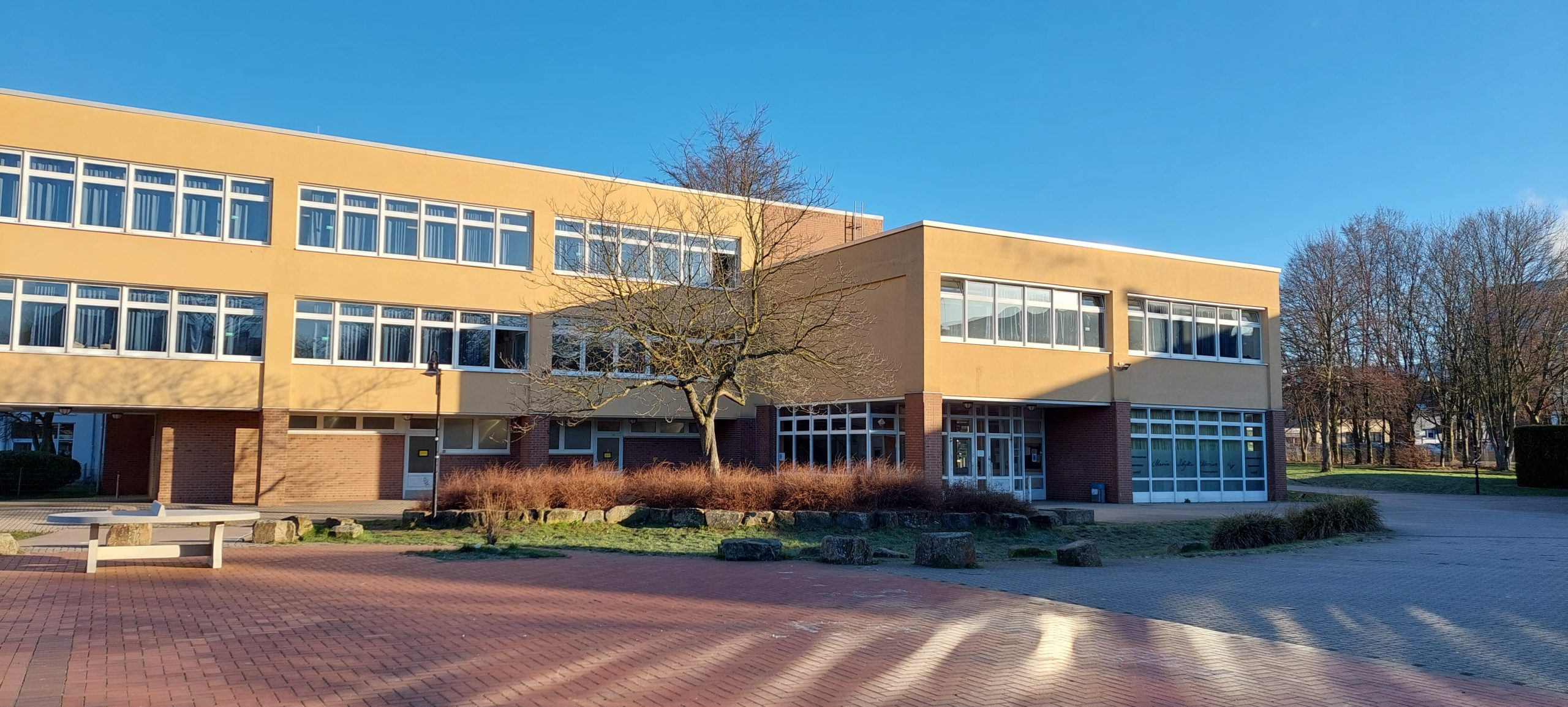
Das Gebäude der Oberstufe, welches 1992 eingeweiht wurde und direkt an das Hellweg-Gymnasium anschließt.

### Lage
Die Maria Sibylla Merian-Gesamtschule ist in das Schulzentrum Westenfeld an der Lohackerstraße integriert. Sie teilt sich den Schulhof mit dem angrenzenden Hellweg-Gymnasium. Die zugehörige Turnhalle und das Lehrschwimmbecken befinden sich etwas nordwestwärts davon.

### Gebäude

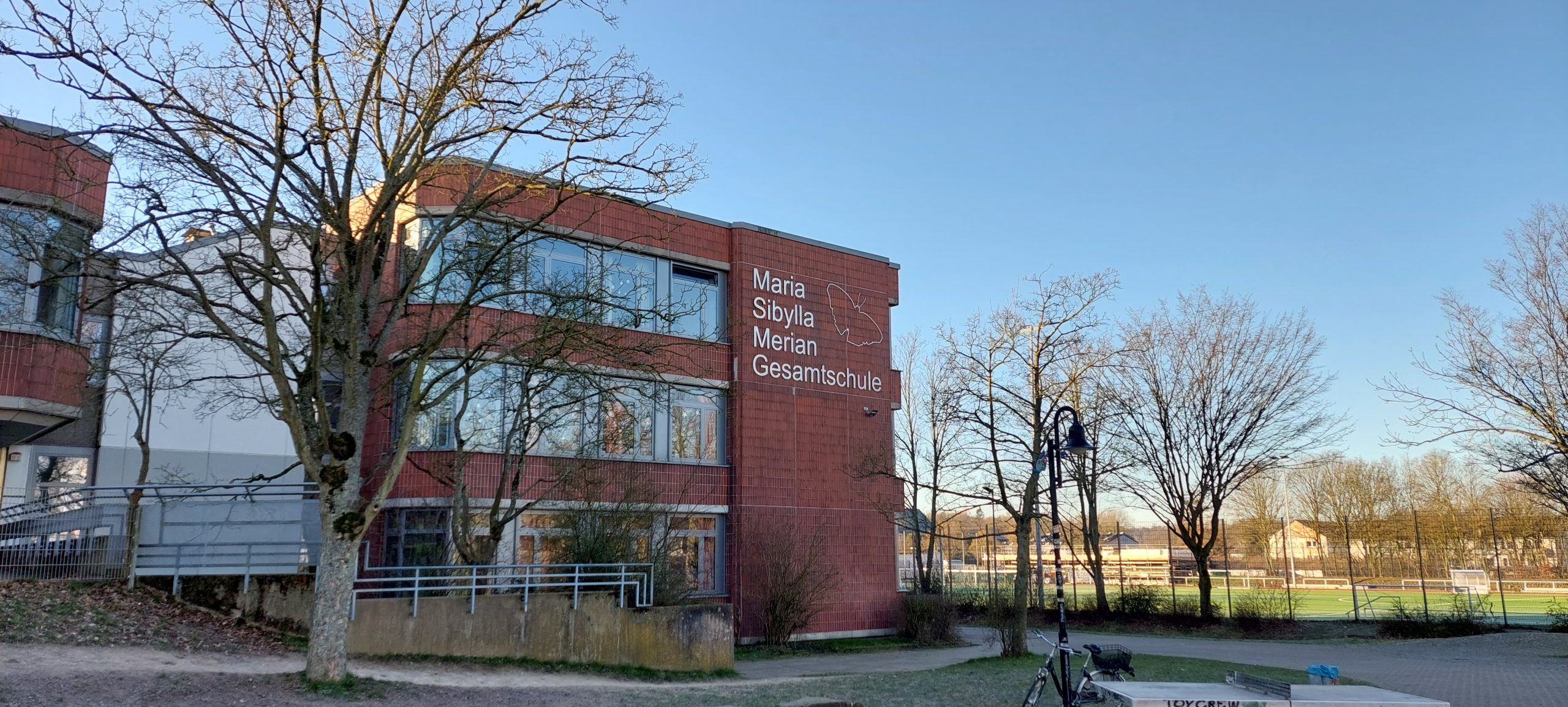
Der Namensschriftzug der Schule am 1972 errichteten Hauptgebäude.

Die Gesamtschule besteht aus insgesamt drei Schulgebäuden und einem Mensagebäude. Die meisten Klassenräume befinden sich im Gebäude der 1972 errichteten Hauptschule Wattenscheid. Dieses wird als Hauptgebäude bezeichnet und ist in seinem Grundriss fast unverändert. Vom zentralen Eingangsbereich, als Forum bezeichnet, gehen insgesamt vier Trakte, A bis D, ab, durch welche man zu den Unterrichtsräumen und Büros gelangt. Im Hauptgebäude sind insgesamt 30 Klassen, die Fachräume für die Fächer Biologie, Chemie, Technik, Musik und Kunst sowie eine Lehrküche untergebracht. Zudem befinden sich dort eine Aula und im ersten Stockwerk das Sekretariat, die Schulleitungsbüros und zwei Lehrerzimmer. Im Forum und auf der Empore vor dem Haupteingang befinden sich die Schülertoiletten. Auch die sozialpädagogischen Räume sind in das Hauptgebäude integriert. Im Südwesten schließt an das Hauptgebäude der Anbau für den fünften Jahrgang an. Dort befinden sich nochmals sechs Klassenräume und ein kleines Lehrerzimmer sowie sanitäre Anlagen. Dieses ersetzte vor 20 Jahren den in die Jahre gekommenen Pavillon. Nördlich vom Hauptgebäude befindet sich das Oberstufengebäude mit insgesamt acht Unterrichtsräumen, einem Büro, sanitären Anlagen und einem Selbstlernzentrum. Baulich ist das Oberstufengebäude an das Hellweg-Gymnasium angeschlossen. Im Süden des Schulgeländes befindet sich seit 2019/20 der Neubau, welcher mit sechs weiteren Klassenräumen errichtet worden ist. Das Mensagebäude befindet sich zwischen Oberstufengebäude und Hauptgebäude. In dieses sind ebenfalls noch Klassenräume, Büroräume und die Bibliothek integriert.

### Ausstattung
Die Unterrichtsräume sind alle mit neuen digitalen Tafeln und leistungsfähigem WLAN ausgestattet worden. Zudem haben alle Schülerinnen und Schüler aus dem Digitalpakt Schule ein städtisches iPad erhalten. Es existieren zudem zwei Informatikräume. Koordiniert und betreut wird die digitale Ausstattung durch die schuleigene IT und den Träger, die Stadt Bochum.

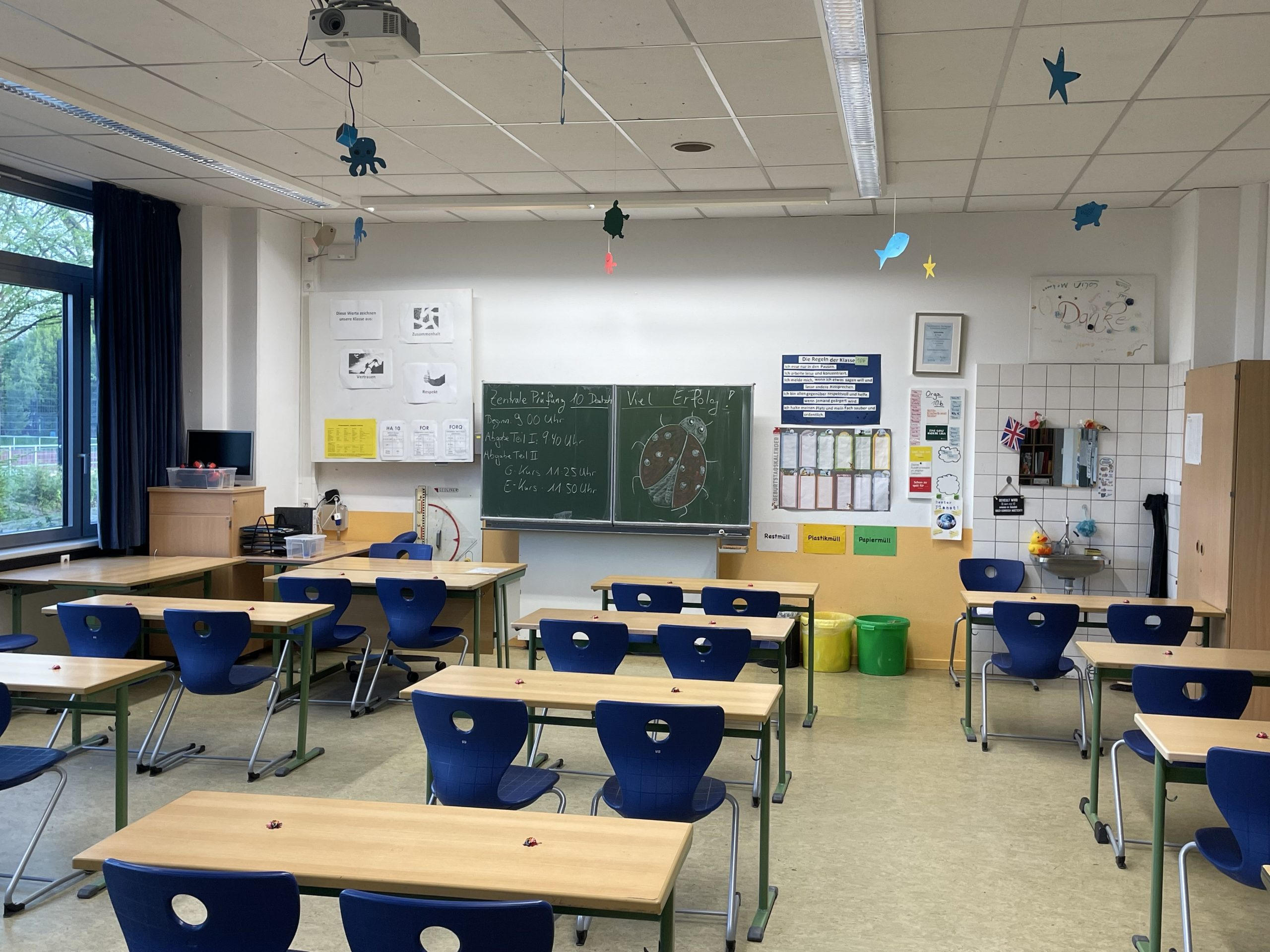
Ein typischer Klassenraum im Hauptgebäude (noch mit alter Tafel) vor einer Abschlussprüfung.

Zur Durchführung von Aufführungen verfügt die Schule über eine große Aula mit ca. 300 Plätzen. Die Ausstattung erlaubt zudem aufwändige Licht- und Soundshows, beispielsweise für die Jahrespräsentationen im Fach Darstellen und Gestalten. Die aus dem AG-Bereich entstandene MSM-Eventtechnik verfügt zudem über ein professionelles Licht- und Soundequipment und unterstützt somit bei vielen internen und externen Schulveranstaltungen.
Die Mensa bietet etwa 300 Schülerinnen und Schülern Platz. Dort können sie an den langen Unterrichtstagen in der Mittagspause essen. Das Mensaessen wird durch den Caterer Stattküche angeboten. Neben der Mensa befinden sich noch ein Schulkiosk und ein Schülercafé mit dem Namen „Cafe International“, welche in den Pausen besucht werden können.
Die Bibliothek im ersten Stock des Mensagebäudes umfasst einen großen Bestand an Kinder- und Jugend- sowie Sachbüchern.
Seit 2014 wird die Schülertoilette durch eine vom Förderverein finanzierte Aufsichts- und Reinigungskraft betreut. Dies führte dazu, dass der Vandalismus auf den Toiletten spürbar nachließ. Infolgedessen erhielt die Schule durch den Radiosender 1LIVE sogar eine 1LIVE-Krone.
Die in die Jahre gekommenen Klassenräume und Infrastruktur werden durch eine Housekeeper-AG (aus Schülerinnen und Schülern bestehend) ausgebessert. Diese Gruppe übernimmt beispielsweise Entrümpelungs- oder Malerarbeiten in den Klassenräumen. Zuletzt wurde auch der Schulgarten zwischen dem D- und C-Trakt aufbereitet.

## Unterrichtszeiten und Unterrichtsfächer

### Unterrichtszeiten und Stundenplan
Der Unterricht beginnt um 8:15 Uhr und ist in insgesamt neun Unterrichtsstunden eingeteilt. Eine Unterrichtsstunde dauert 45 Minuten. Es wird bei der Unterrichtsplanung und Stundenplangestaltung darauf geachtet, möglichst Doppelstundenblöcke in den Fächern zu ermöglichen. Die Maria Sibylla Merian-Gesamtschule ist eine Schule des gebundenen Ganztags, d. h. es wird an drei Unterrichtstagen in der Sekundarstufe I nachmittags bis zum Ende der 9. Stunde um 15:55 Uhr unterrichtet. Die langen Unterrichtstage sind Montag, Mittwoch und Donnerstag. Der Dienstag ist ein Konferenztag, sodass an diesem sowie am Freitag der Unterricht der Sekundarstufe I in der Regel nach der 6. Stunde um 13:25 Uhr endet. Die Sekundarstufe II wird an allen Schultagen von der 1.–9. Stunde unterrichtet. Der Stundenplan kann von den Schülern über die App WebUntis digital abgerufen werden. Bereits in den 2010er Jahren besaß die Schule eine eigene Stundenplan-App.

### Unterrichtsfächer
Der Unterricht findet in der Sekundarstufe I in den Hauptfächern Deutsch, Mathematik und Englisch sowie ab der 7. Klassen in einem Wahlpflichtfach statt. Im Wahlpflichtbereich können beispielsweise auch Fächer wie Darstellen und Gestalten gewählt werden. Hinzu kommen Verbundfächer wie Gesellschaftslehre und Naturwissenschaften (Jg. 5 und 6). Außerdem gibt es die Fächer Kunst, Musik, Technik, Sport, Hauswirtschaftslehre, Sprache (Jg. 5 und 6), Philosophie, Evangelische und Katholische Religionslehre sowie Informatik. Neben den gängigen Unterrichtsfächern werden an der Maria Sibylla Merian-Gesamtschule die Sprachen Italienisch, Niederländisch (nur Sek. II) und Türkisch (nur Sek. I) angeboten. Außerdem können in der Sekundarstufe I Schwerpunkte (an die AGs gebunden) gewählt werden.
In der gymnasialen Oberstufe können Leistungskurse in den Fächern Deutsch, Mathematik, Englisch, Geschichte, Biologie, Kunst, Sport und Psychologie angeboten werden. In Kooperation mit den beiden Gymnasien ist auch die Teilnahme am Leistungskurs Sozialwissenschaften möglich. Die gymnasiale Oberstufe der Maria Sibylla Merian-Gesamtschule kooperiert eng mit den beiden Wattenscheider Gymnasien, um ein möglichst breites Fächerangebot zu ermöglichen.

### Lernzeiten
In den Fächern Deutsch, Mathematik und Englisch gibt es aufgrund des für Ganztagsschulen geltenden Hausaufgaben-Erlasses seit 2017 in der Sekundarstufe I sogenannte Lernzeiten zur selbstständigen Erarbeitung von Unterrichtsinhalten. Diese Einzelstunden sind in den Stundenplan integriert. Seit 2023 gibt es auch Lernzeiten in den Fächern Gesellschaftslehre und Naturwissenschaften.

## Geschichte der Schule

### Gründung der Schule 1988
Die Schule wurde unter dem Namen Gesamtschule III an der Lohackerstraße zum 1. August 1988 hin gegründet und zog in die Räumlichkeiten der ehemaligen Hauptschule Westenfeld ein. Der damalige Schwerpunkt der Schule war ein musischer, zudem sollte sie eine Alternative zu den beiden in Wattenscheid bereits existierenden Gymnasien darstellen und es auch Schülern aus bildungsferneren Schichten ermöglichen, höherwertige Abschlüsse zu erlangen. Als erste Schulleiterin wurde Doris Wilcke ernannt. Der Unterrichtsbetrieb startete am 22. August 1988 mit 16 Lehrern und 180 Schülern in sechs fünften Klassen. Das Hauptgebäude stammte bereits aus dem Jahre 1972 und beherbergte zuvor die Grund- und Hauptschule Wattenscheid.

### Aufbaujahre bis 1997
In den folgenden Jahren wuchsen die Jahrgänge sukzessive bis in den 10. Jahrgang hoch. 1991 wurde zudem der heute noch aktive Schulzirkus Watt'n Zirkus gegründet. Auch das neueingeführte Fach Darstellen und Gestalten wurde ab 1991 an der Schule unterrichtet. Nach einem Asbestbefall im Herbst 1991 musste der Schulbetrieb kurzzeitig in die Hauptschule Schulstraße ausgelagert und im Wechselmodell durchgeführt werden. Im Schuljahr 1992/93 erhielt die Schule ihren heutigen Namen Maria Sibylla Merian-Gesamtschule. Im gleichen Schuljahr wurde auch das neue Mensagebäude eingeweiht. Eine Partnerschaft mit dem Cankaya-Anadolu-Gymnasium in Ankara wurden ebenfalls zu dieser Zeit aufgenommen. In diese Zeit fallen auch die Wurzeln von heute noch stattfindenden Projekten wie beispielsweise ArtOrtSchule, bei dem bekannte Künstler mit Schülergruppen kooperierten. 1994 erlangten die ersten Schüler ihre Abschlüsse mit der Mittleren Reife und wechselten in die neueinsetzende Oberstufe. Zum Schuljahr 1995/96 wurde Martin Breuer für die in den Ruhestand ausscheidende ehemalige Schulleiterin Doris Wilcke zum Schulleiter berufen. Der erste Jahrgang legte 1997, kurz vor dem 10-jährigen Schuljubiläum das Abitur ab.

### Ausbau der Gebäudeinfrastruktur in den 2000er-Jahren
Um den wachsenden Schülerzahlen Rechnung zu tragen, wurden die Gebäude der Schule fortwährend aus- und neugebaut. Kurz nach der Ernennung zur Eliteschule des Sports konnte 2002 die neue Mehrfachturnhalle im Nordwesten des Schulgeländes eingeweiht werden. Gegen Ende der 2000er-Jahre folgte dann der neue 5-er Anbau an der Stelle des ehemaligen Toilettenhäuschens. Auch die mediale und digitale Infrastruktur wurde fortwährend ausgebaut und ergänzt. Bereits um die Jahrtausendwende existierte ein erster Computerraum und infolgedessen wurde die Schul-IT weiter professionalisiert und digitalisiert. Außerdem nahm die Schule ab 2005 am Programm Selbstständige Schule NRW teil, infolgedessen auch das Gremium der Steuergruppe zur koordinierten und gezielten Schulentwicklung eingerichtet wurde. Im selben Jahr wurde die Schule erstmalig mit dem Berufswahlsiegel ausgezeichnet, welches die bis heute innehat. Dies war unter anderem auch auf die 2004 erfolgte Gründung der Schülerfirma zurückzuführen, welche beim landesweiten Wettbewerb der Schülerfirmen einen Platz unter den Top-10 erreichte. 2017 wurde die Schülerfirma dann eingestellt, nachdem diese jahrelang u. a. Kleidung und Schulmaterial im Corporate Design der Schule vertrieben hatte. Auch fallen in diese Zeit die Hinwendung zu einer Unterrichtsform des Kooperativen Lernens nach Green und der Ausbau des MINT-Schwerpunkts der Schule. Zudem etablierte sich die Schule mit dem Watt'n Zirkus, der Eventtechnik und der Teilnahme am Stolpersteinprojekt auch über das direkte unterrichtliche Geschehen hinaus in der Bochumer Schullandschaft.

### Die Jahre des Wandels und der Digitalisierung ab den 2010er-Jahren
Das Jahrzehnt begann mit dem Abschluss der Neugestaltung des Schulhofes, außerdem erfolgte 2011 die energetische Sanierung des Gebäudes, infolgedessen auch die Fenster im Hauptgebäude ausgetauscht wurden. Zudem etablierten sich neue Projekte wie beispielsweise die Housekeeper-AG, welche sich aktiv an der Gestaltung der Räumlichkeiten beteiligte. Auch wurden Fächer wie das Fach Darstellen und Gestalten etabliert und die DG-Jahrespräsentation wurde zu einem festen Bestandteil des Schuljahres. Bereits laufende Projekte wie ArtOrtSchule oder Watt'n Zirkus erhielten neue Impulse. 2013 trat die Schule als Eliteschule des Sports und Eliteschule des Fußballs (seit 2009) dem Verbund der NRW-Sportschule in Bochum-Wattenscheid bei. Im selben Zeitraum wurde auch ein neues Projekt für saubere Schultoiletten eingeführt, bei welchem die Schüler ursprünglich 10 Cent für die Benutzung einer sauberen Toilette mit betreuender Reinigungskraft entrichten sollten. Dies wurde durch die Bezirksregierung aber schnell gekippt und seitdem übernimmt der Förderverein die Kosten für die Toilettenbetreuung. Für diese Idee bekam die Schule sogar eine EINSLive-Krone.
2014 wurde dann die erste Tabletklasse an der Schule eingerichtet, weitere Klassen sollten in den nächsten Jahren folgen und erfreuten sich bei den Anmeldungen an der Schule größter Beliebtheit. Auch schritt der Ausbau der digitalen Infrastruktur durch die Anlage von Webadressen mit Postfächern für die Schüler und Lehrer sowie durch digitale Lernplattformen wie Moodle weiter voran. 2018 übernahm dann Uli Sauter für Martin Breuer, der bereits 2016 die Schule verlassen hatte, den Posten als Schulleiter. Zur selben Zeit wurden auf dem Dach der Schule moderne Solarkollektoren montiert. Seit 2017 erscheint die Schülerzeitung Sibylla-Schülerblatt in digitaler Form bei Instagram.
Während der Corona-Pandemie wurde auch an der Maria Sibylla Merian-Gesamtschule der Präsenzunterricht durch Distanzunterricht ersetzt. Durch großes Engagement der Lehrerschaft konnte aber das Gebäude für den anschließenden Wechselunterricht ab dem Mai 2020 hergerichtet werden. Parallel dazu wurde auch der Neubau von sechs Klassenräumen im Süden des Schulgeländes, nach dreijähriger Bauzeit und kurzfristiger Insolvenz der ausführenden spanischen Baufirma, fertiggestellt. Dieser Gebäudeteil wird lapidar deshalb auch als „Spanischer Bau“ bezeichnet. Der zweite Lockdown wurde dann ebenfalls durch digitalen Distanzunterricht abgedeckt. In diesem Zeitraum entwickelte sich auch die digitale Infrastruktur der Schule (notgedrungen) weiter. Das von der Stadt Bochum angeschaffte Office-Paket für alle Schüler wurde parallel zur schulweiten Ausgabe von städtischen Leih-iPads ausgerollt. Trotz aller Widrigkeiten, vor allem die Abschlussjahrgänge betreffend, brachen die Absolventenzahlen in den Jahren 2020 und 2021 nicht ein. 2022 konnten dann nach zweijähriger Pause wieder die ersten Schulveranstaltungen, wie beispielsweise der Tag der offenen Schule, stattfinden. 2023 gab es dann wieder die Watt'n-Zirkus-Gala und die DG-Präsentation.
2023 schied der Schulleiter Uli Sauter in den Ruhestand aus. Sabine Stanicki übernahm zum Sommer 2023 den Posten der Schulleiterin. Parallel zu den Wechseln innerhalb der Schulleitung, veränderte sich auch das Kollegium – viele altgediente Kolleginnen und Kollegen schieden in den Ruhestand aus oder verließen die Schule, viele Neueinstellungen verjüngten ab 2018 das Kollegium spürbar und sorgten auch für neue Impulse, beispielsweise in der Schulentwicklung. Durch die verstärkte Zuweisung von Schülern ab dem Sommer 2017 mussten zu dieser Zeit in einigen Jahrgängen auch neue Klassenverbände gebildet werden, sodass diese z. T. siebenzügig waren. 2024 waren Schüler der Schule an der inhaltlichen und optischen Gestaltung der zwölften Stele des Stelenwegs Bochum beteiligt. Im selben Jahr wurden auch nach fast zwei Jahren die sanierten Biologie- und Chemieräume der Schule übergeben. Im März 2025 wurde der neue IServ in der Schule aufgestellt und installiert. Über diesen läuft nun die IT der Schule. 

### Bekannte Personen, die die Schule besucht haben
- Dennis Grote

## Pädagogische Konzepte

### Didaktische Ausrichtung
Zu Beginn der 2000er Jahre wendete sich die Schule dem Konzept des Kooperativen Lernens nach Norm und Kathy Green zu. Diese didaktische Ausrichtung prägte den Unterricht an der Schule bis in die späten 2010er Jahre. Mittlerweile fördert die Schule gezielt eigenverantwortliches und selbstgesteuertes Lernen (s. Lernzeiten). Zudem liegt ein didaktischer Schwerpunkt auf dem sprachsensiblen und mediensensiblen Fachunterricht.

### Förderung in den Schwerpunkten
Die Schule bietet folgende Schwerpunkte an, welche die Schüler von der fünften bis zur zehnten Klasse belegen können:
- BiLi – Bilinguales Lernen im Fach Englisch
- MINT – Offizielles Siegel für die Förderung in den Fächern Mathe, Informatik, Naturwissenschaften und Technik
- KLuG – Künstlerisches Lernen und Gestalten
- Sport – Partnerschule des Leistungssports

### Gemeinsames Lernen
Die Maria Sibylla Merian-Gesamtschule ist im Rahmen der Inklusion eine Schule des Gemeinsamen Lernens. Somit werden an der Schule knapp 100 Schülerinnen und Schüler mit (sonderpädagogischen) Förderbedarf unterrichtet. Es gibt besondere ausgestattete Fachräume für die inklusiv zu unterrichtenden Schülerinnen und Schüler. Mit dem Ankerplatz steht eine Einrichtung zur individuellen Unterstützung von Schülerinnen und Schülern in Überlastungssituationen bereit. Dort können sich diese an die MPTs und Sozialpädagoginnen wenden und einen Rückzugsort zum Arbeiten bekommen.

### Berufsorientierung
Seit dem Jahr 2006 führt die Schule das Berufswahlsiegel und wurde seitdem bis heute erfolgreich rezertifiziert. Sie gehört damit zu den Schulen mit vorbildlicher Berufsorientierung. Im Jahr 2008 wurde mit Mitteln des Projekts „Zukunft Fördern“ von der Stiftung Partner für Schule ein schuleigenes Berufsorientierungsbüro eröffnet. Zur Berufsorientierung gehören im Rahmen von KAoA z. B. Berufs- und Lebensplanungsprojekte ab der Klasse 7, das Betriebspraktikum in den Klassen 9 und der Einführungsphase, die regelmäßige Teilnahme an Berufsmessen, die enge Kooperation mit dem BiZ der Bundesagentur für Arbeit und das seit 2019 etablierte Langzeitpraktikum. Von 2004 bis 2017 existierte im Rahmen des Junior-Projekts (Institut der Deutschen Wirtschaft zu Köln) eine Schülerfirma, die 2005 am Landeswettbewerb der 10 besten Schülerfirmen teilnahm und die Berufsorientierungsarbeit ergänzte.

### MINT-Schule
Seit Jahren liegt ein Schwerpunkt in der Unterrichtsentwicklung im MINT-Bereich. Dies zeigt sich in der regelmäßig stattfindenden Re-Zertifizierung des MINT-Siegels.

### Erinnerungs- und Geschichtskultur
Seit 20 Jahren beteiligt sich die Schule jährlich mit Beiträgen zum Stolpersteinprojekt des Künstlers Gunter Demnig. Dies findet sich auch in einem Projektkurs in der Oberstufe wieder, welcher zudem einmal im Jahr eine mehrtägige Gedenkstättenfahrt durchführt. Die Ergebnisse der Recherchen werden in Kooperation mit dem WDR aufbereitet und in dessen Stolperstein-App veröffentlicht. In Kooperation mit dem Stadtarchiv Bochum und dem Kinder- und Jugendring Bochum wurden zudem auch schon anderweitige geschichtliche Projekte durchgeführt und präsentiert. Zudem wird jährlich rund um den 12. Juni der Anne-Frank-Projekttag durchgeführt. 2024 waren Schülerinnen und Schüler aus zwei Kursen der Einführungsphase an der Gedenkstele zu jüdischem Leben in Wattenscheid auf dem Alten Markt beteiligt.

### Tabletklassen (2014–2021)
2014 startete an der Schule die erste iPad-Profilklasse im 5. Jahrgang. Diese Klasse nutzte als erste privat angeschaffte und durch die Schule verwaltete iPads als Lernmedien im Unterricht. Somit wurde in dieser Lerngruppe der Unterricht in vielen Bereichen digitalisiert. In den kommenden Jahren folgten weitere Tabletklassen, während durch die Fortführung dieses Projekts die Unterrichtsqualität und die technische und pädagogische Nutzung der Geräte verbessert werden konnte. Die Erkenntnisse aus den Tabletklassen und dem digitalen Unterrichten mit dem iPad erleichterten im Jahr 2021 dann die schulweite Verteilung und Integration der iPads aus dem Digitalpakt Schule in den anderen Klassen. 2025 laufen die letzten Tabletklassen mit privat angeschafften Geräten aus, sodass dann nur noch städtische Geräte im Einsatz sind.

### Weitere Projekte
- Die Schule nahm am Projekt Selbstständige Schule in Nordrhein-Westfalen teil. Aus diesem Modellversuch resultiert noch das Gremium der Steuergruppe.
- Seit 2019 ist die Schule Schule ohne Rassismus – Schule mit Courage
- Die Schule nimmt seit über 25 Jahren im Rahmen des KLuG-Schwerpunkts am Projekt ArtOrtSchule teil

## Eliteschule des Sports
Die Maria Sibylla Merian-Gesamtschule trägt seit 2009 das Zertifikat Eliteschule des Sports. Sie bildet in Kooperation mit dem Olympiastützpunkt und im Verbund mit weiteren Wattenscheider Schulen im Rahmen des Projektes Sportschule NRW seit über einem Jahrzehnt Leistungssportlerinnen und Leistungssportler aus. Für die im Leistungssport aktiven Talente bietet sich somit die Möglichkeit der Vereinbarung von Schule und Leistungssport sowie einer gezielten Förderung in beiden Bereichen. Dafür arbeitet die Schule mit Trainern und Vereinen eng zusammen. Im Zusammenhang damit gibt es in jedem Jahrgang eine Sportklasse. Zwischenzeitlich war die Schule auch Eliteschule des Fußballs.

## Watt'n Zirkus
Seit 1991 gibt es bereits den Schulzirkus, welcher unter dem Namen „Watt'n Zirkus“ auftritt. Die Schülerinnen und Schüler trainieren dort unter Anleitung in einer AG im Nachmittagsbereich. Der Zirkus und einzelne Artistinnen und Artisten treten bei ausgewählten Events auf und haben auch schon an diversen Zirkuswettbewerben teilgenommen und Preise gewonnen. Unterstützt wird der Zirkus durch die schuleigene „MSM-Eventtechnik“.

## Siegel
Die Schule ist zertifizierte Trägerin diverser Siegel, welche die pädagogische, fachliche und berufsbildende Arbeit dokumentieren. Dazu zählen u. a. folgende Siegel:
- MINT-Siegel
- Berufswahl-Siegel
- Eliteschule des Sports-Siegel
- Sportschule NRW-Siegel
- BiSS-Siegel
- Schule im NRW-Talentscouting
- App-Camps-Schulsiegel
- Schule-ohne-Rassismus-Schule-mit-Courage-Siegel

## Kooperationspartner
Die Schule kooperiert mit diversen lokalen und überregionalen Partnern, dazu zählen:
- Olympiastützpunkt Westfalen

- Sportschule NRW
- Stadtarchiv Bochum
- Kinder- und Jugendring Bochum (U-18-Wahlen)
- Schule ohne Rassismus – Schule mit Courage
- BiSS
- Universität Osnabrück (DEISEL)
- Kein Abschluss ohne Anschluss
- KickFAIR
- Verkehrswacht NRW
- WDR Stolperstein-Projekt

## Weiterführende Links
- Watt'n Zirkus auf Instagram
- Schülerzeitung auf Instagram